# اونادیلا فورکس (نیویورک)
اونادیلا فورکس (به انگلیسی: Unadilla Forks) یک منطقهٔ مسکونی در ایالات متحده آمریکا است که در شهرستان مدیسون، نیویورک واقع شده‌است.